# Kyle Veris
Kyle Veris (Washington, 15 marzo 1983) è un ex calciatore statunitense, di ruolo difensore.

## Carriera

### Club
Veris vestì la maglia del Los Angeles Galaxy dal 2006 al 2007, disputando 18 incontri nella Major League Soccer. Passò poi ai norvegesi dello Hødd, per cui debuttò nell'Adeccoligaen in data 6 aprile, in occasione del successo per 2-0 sul Sarpsborg Sparta.
Nel 2009, si trasferì ai Puerto Rico Islanders, per cui giocò anche 8 incontri nella CONCACAF Champions League. In seguito, militò nelle file del Miami FC e, dal 2011, è in forza ai Pittsburgh Riverhounds.